# Receptor de TGF-beta 2
El receptor del factor de crecimiento transformante beta 2 (TGFBR2) es un receptor de la proteína TGF-beta 2 codificado en humanos por el gen supresor tumoral HGNC TGFBR2 . Su actividad enzimática corresponde al número EC 2.7.11.30.
El receptor de TGF-beta 2 pertenece a la familia de las serina/treonina proteína cinasas y a la subfamilia de receptores TGFB. Este receptor es una proteína transmembrana con un dominio cinasa que forma un complejo heterodimérico con el receptor de TGF-beta 1 cuando este se encuentra unido al TGF-beta. Este complejo receptor/ligando transduce la señal desde la superficie celular al citoplasma, fosforilando una serie de proteínas las cuales, una vez han entrado en el núcleo, regulan la transcripción de diversos genes relacionados con la proliferación celular. Se han asociado mutaciones de este gen con el síndrome de aneurisma aórtico Loeys-Dietz, con el síndrome de Marfan, con el síndrome de Osler-Weber-Rendu y con el desarrollo de diversos tipos de tumores. Se han descrito diversas variantes transcripcionales de este gen, que codifican diferentes isoformas del receptor.

## Interacciones
El receptor de TGF-beta 2 ha demostrado ser capaz de interaccionar con:
- Ciclina B2[3]
- Receptor de TGF-beta 1[4][5]
- TGF-beta 3[6][7][8][9]
- AP2B1[10]
- Endoglina[11][8]
- HSP90AA1[12]
- STRAP[13][14]